# Simon Ryser
Simon Ryser (* 17. Juni 1978) ist ein Schweizer Politiker (GLP) und Energiespezialist im Bereich erneuerbarer Energien. Ryser ist seit dem 1. Juni 2022 Mitglied des Grossen Rats des Kantons Bern.

## Beruf
Simon Ryser war von Dezember 2000 bis März 2019 bei der Firma Schneider Electric in diversen Projekt- und Teamleitungsfunktionen im Bereich Energie und Industrieautomation beschäftigt und leite zuletzt die Schweizer Niederlassung mit Sitz in Ittigen.
Von April 2019 bis Juli 2024 verantwortete Simon Ryser die Programmleitung von zwei Projekten für Wasserrechtskonzessionen des Pumpspeicherkraftwerks Etzelwerk und des Kraftwerk Châtelard-Barberine der SBB-Energie.
Seit August 2024 arbeitet er als Geschäftsbereichsleiter West bei der energiebüro ag im Bereich Photovoltaik, Energieeffizienz und Elektromobilität.

## Politik
Im Grossen Rat vertritt er die GLP-Fraktion in der Bau-, Energie-, Verkehrs- und Raumplanungskommission.
Ryser ist zudem seit Januar 2025 Gemeindepräsident in Seftigen, nachdem er zuvor bereits Vizepräsident war.
Er betätigt sich weiter in verschiedenen Verwaltungsräten, Verbänden und Vereinen.